# Club Atlético Huracán (Comodoro Rivadavia)

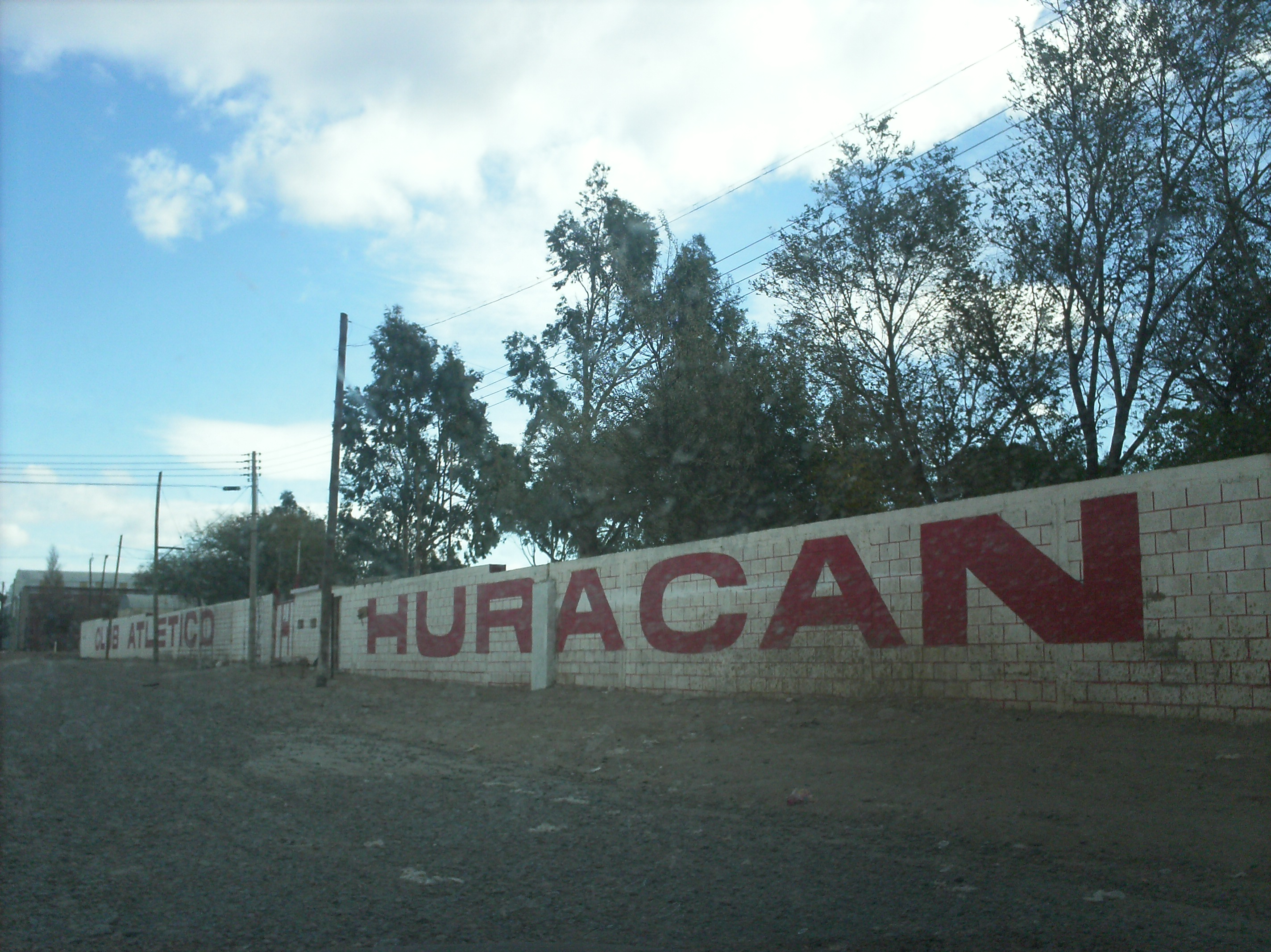
El actual estadio de Huracán, uno de los más importantes de Comodoro.

El Club Atlético Huracán, también conocido como Huracán de Comodoro, es una institución deportiva de Comodoro Rivadavia en la Provincia de Chubut, Argentina. Actualmente se desempeña en el Torneo Regional Federal Amateur, cuarta y última categoría para los clubes indirectamente afiliados a la AFA.
Huracán es el equipo más laureado de Comodoro Rivadavia, ya que cuenta con cincuenta y dos títulos locales en su palmarés. 
Es uno de los seis únicos equipos de la Patagonia que participaron en el Campeonato Nacional. Además, el de 1971 lo consagró como el primer equipo patagónico en alcanzar esa instancia. Luego repitió la hazaña en 1974 y 1976.

## Historia
Fue fundado el 22 de diciembre de 1927 en la ciudad de Comodoro Rivadavia; por inconvenientes surgidos un núcleo de aficionados de Gimnasia y Esgrima se separa para formar un nuevo club. Inspirados de su homónimo porteño, deciden que la nueva institución se llame «Huracán», con la firme intención de comenzar sus actividades con mentalidad de ganar y ser grande.

### Torneos Regionales y Nacionales
La década más gloriosa del equipo fue la de 1970. En 1971 tuvo su debut en torneos federales, cuando participó del Torneo Regional de 1971, joven certamen que clasificaba algunos equipos a disputar el Campeonato Nacional.
Cabe recordar, que lo grandioso de este equipo es que era un plantel netamente comodorense sin refuerzos extras. El jugador más chico tenía 17 años y el mayor no sobrepasaba los 24.
Compartió zona con Cipolletti de Río Negro y con Talleres de Santa Cruz, equipos a los cuales dejó en el camino y así accedió como el mejor equipo de la patagonia sur al Nacional de 1971. En este último no tuvo buenos resultados y con tan solo una victoria, 2 a 0 a Juventud Antoniana, en catorce partidos, terminó último de grupo. En esa participación se enfrentó con equipos como River Plate o Gimnasia de La Plata. Durante sus participaciones en el Nacional, hizo las veces de local en la cancha de YPF.
En ese torneo River visitó Comodoro y el partido se desarrolló en el Estadio Municipal de Comodoro Rivadavia. Solo pudo asitir la reserva porque los jugadores de élite estaban de huelga. Ganó River 1 a 0 con gol hecho con la mano por Carlos Morete.
Pese al amor por el deporte local y la pasión por la camiseta de Huracán, ya que la mayoría de los integrantes del plantel se ganaban la vida trabajando de otra cosa y solo tenían un par de botines propios que debían preservar. Ese equipo patagónico sencillo fue defenestrado por los medios de comunicación porteños que se mufaban con las goleadas que recibían.

«Las siervas de Comodoro, trabajan toda las semana y las pasean los domingos»
Diario Clarín

Además, los dos estadios donde enfrentó a las potencias también fueron defenestrados por los medios deportivos diciendo que no se podía jugar con la tierra y el viento. Así cuando River ganó injustamente en Comodoro El Gráfico declaró:

«River 1, el viento 0»
El Gráfico

No obstante, solo habían corrido a 18 kilómetros por hora en ese encuentro.
En su segundo Regional, en 1972, quedó afuera en segunda ronda. 
En 1974 llegó a la final, donde venció a Cipolletti gracias a haber marcado un gol como visitante, ya que en Río Negro, el partido fue 4 a 1 para los locales, y en el sur chubutense, 3 a 0 para "el globo". Así logró su segunda clasificación al Nacional, donde compartió zona con equipos como Vélez Sarsfield, Independiente y Huracán, entre otros. Esta segunda participación fue mejor que la anterior, ya que el equipo terminó sexto sobre nueve, con cuatro victorias, 1 a 0 a Atlanta, 2 a 0 a Atlético Tucumán, 1 a 0 a San Martín de Mendoza y 4 a 0 a su homónimo de Parque Patricios.
Los mejores resultados se obtuvieron por un resultado combinado de la experiencia adquirida, la incorporación de jugadores de distintas partes del país, mejor financiamiento y la sed de que los medios porteños se retractaran de sus dichos en el debut del equipo petrolero.
En 1975 llegó nuevamente a la final, donde fue eliminado por Atlético Regina de Río Negro. En 1976 volvió a disputar el Regional, esta vez, venciendo a Atlético Argentino de Mendoza en la final y clasificando así a su segundo Campeonato Nacional.
En el Nacional de 1976 integró la "Zona D" junto con, entre otros, San Lorenzo de Almagro, Talleres de Córdoba y Newell's Old Boys. Nuevamente, los resultados fueron buenos, gracias a una fuerte localía, 3 victorias, 3 empates y tan solo 2 derrotas, además de grandes resultados como visitante, como la victoria ante Juventud Antoniana en Salta 2 a 0 o ante Colón 1 a 0. El equipo terminó en la quinta posición.
Esa temporada pasaría a la historia porque grandes jugadores nacionales vieron a Huracán como oportunidad para mostrarse. 
Además, Diego Maradona jugaría uno de sus primeros partidos ante le equipo comodorense.
En resumen Huracán le permitió a Comodoro ver jugar en sus tierras a figuras como Ricardo Bochini (Independiente), Morete (River Plate), Américo Gallego (Newell's Old Boys) y Diego Armando Maradona. 
Huracán declaró que el segundo Huracán más importante de todos era el de Comodoro.
Durante el resto de la década siguió disputando el certamen Regional, incluso en la década de 1980, llegando siempre a las instancias finales. En 1984, y con un formato nuevo, terminó segundo de su grupo, siendo eliminado al instante, y en 1985 terminó primero y accedió a la final, donde fue eliminado de forma muy ajustada por Cipolletti. El encuentro se desarrolló en el estadio de Olimpo de Bahía Blanca.A pesar de ir ganando casi todo el partido, en los últimos cuatro minutos el cuadro comodorense no pudo aguantar la diferencia y dejó escapar la última gran chance de subir a la máxima categoría del fútbol argentino. El resultado fue 2 a 1 y el último gol fue a los 90 minutos con una polémica, donde el arquero Adrián Llesona recibió un piedrazo en la jugada previa a la anotación. Durante y luego del encuentro se registraron incidentes violentos entre las hinchadas.
En el último Regional disputado, llegó a la segunda fase, quedando tercero sobre cuatro y no pudiendo clasificar a la Liguilla Pre-Libertadores.

### Torneo del interior

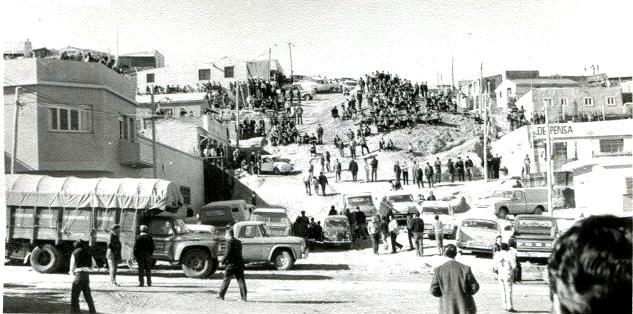
Tribuna natural al frente de la antigua cancha formada por la pendiente ubicada en calle 12 de Octubre y Saavedra

En 1986 juega un nuevo certamen nacional, el Torneo del Interior, que otorgaba ascensos a la nueva segunda división nacional, la Primera B Nacional.
Huracán comenzó jugando la primera etapa de la Región Sur junto con Racing de Trelew, Estrella del Sur de Caleta Olivia, Bernardo O'Higgins de Río Grande y Petrolero Austral de Río Gallegos. Con tan solo una derrota en ocho partidos, avanzó de fase como primero de grupo. La segunda instancia agrupó a los dos mejores elencos de la patagonia austral, "el globo" y el elenco trelewense, junto con dos equipos del norte patagónico, Deportivo Roca y Alianza de Cutral Có. Esta segunda etapa fue más difícil y el equipo terminó último, con un empate y cinco derrotas.
Cinco años pasaron para que el equipo disputase un nuevo certamen nacional, fue el Torneo del Interior de 1991/92, donde eliminó en primera etapa a Ferrocarriles del Estado de Puerto Deseado, y en segunda etapa a Germinal de Rawson para así enfrentarse a Boxing Club de Río Gallegos. Tras derrotar al elenco austral como local 2 a 0, "el globo" disputó los cuartos de final frente a Los Andes, elenco al cual no pudo eliminar. Fue 0 a 3 en Buenos Aires y 1 a 0 en Comodoro para que la serie terminase 3 a 1 en favor del equipo "milrayitas". Al año siguiente volvió a disputar el torneo, siendo eliminado en la final por Germinal en tanda de penales 6 a 5.
En el TdI 1993/94 volvió el formato de grupos, donde "el globo" compartió zona junto con Germinal, Defensores del Carmen de Río Gallegos y Atlético Río Grande. Tras seis partidos, terminó segundo de grupo y dejó de participar. El mismo resultado obtuvo en el TdI 1994/95, siendo esta la última temporada del torneo.

### Primeros Argentinos B
A mediados de la década del '90, la AFA reestructura nuevamente sus categorías, creando los torneos Argentino A y Argentino B. Huracán, como de costumbre, es uno de los representantes chubutenses en estos certámenes, donde comenzó a participar en el Argentino B 1995/96.
El torneo era similar a los viejos Torneos del Interior, una fase de grupos donde intervenían los equipos de las ligas patagónicas australes todos juntos. El "globo" compartió con Estrella Norte de Caleta Olivia, Independiente de Trelew, Bancruz de Río Gallegos y Belgrano de Esquel, y por tan solo un punto de diferencia, quedó eliminado. El elenco del norte santacruceño avanzó con 19 puntos, mientras que Huracán terminó con 18 puntos. El equipo participó también en la edición de 1996/97 antes de tener.
Volvió al plano nacional en el Torneo Argentino B 2003/04, donde tras quedar primero en el grupo que compartía junto con Bancruz de Río Gallegos, Lago Argentino de El Calafate y Deportivo Mar del Plata de Caleta Olivia, quedó eliminado en la segunda instancia ante Centenario de Neuquén. Para la siguiente temporada, el Argentino B fue reestructurado, y Huracán formó parte del nuevo certamen. Participó en la zona A y en el Torneo Apertura, tras ser tercero en su zona, quedó eliminado en la segunda fase ante Racing de Olavarría. En el Clausura le fue distinto, terminó primero en la zona y por ello disputó la segunda fase ante Banfield de Mar del Plata. Tras derrotar al elenco marplatense 6 a 4 en el global, luego se enfrentó a Centenario de Neuquén, al cual eliminó por penales. En semifinales derrotó a Racing de Olavarría, también por penales, para así llegar a la final ante La Plata FC. Sería el equipo platense quien finalmente gane la final y así lograse el ascenso directo. Por su parte, Huracán entró en la liguilla complementaria, donde venció a Rivadavia de Lincoln 4 a 3 en el global, y así logró ascender de categoría.

### Argentino A y dos descensos seguidos
Comenzó el Argentino A 2005/06 en la zona sur, ante Guillermo Brown de Puerto Madryn, en Madryn, donde cayó 2 a 0. Tras once partidos, el equipo terminó último, con tan solo una victoria. En el torneo clausura la suerte fue similar, donde con tres victorias finalizó penúltimo. Estos malos resultados lo condenaron al descenso inmediato como último de zona.
Tras el corto paso por la divisional superior, el equipo afrontó el Argentino B buscando un rápido ascenso, sin embargo, los malos resultados tanto en el Apertura como en el Clausura lo llevaron a la penúltima colocación en la tabla general de la zona, y por ello, debió disputar una promoción. Tras ganar 3 a 2 como local, cayó por penales como visitante y descendió por segundo año consecutivo, esta vez, al Torneo del Interior.

### Vuelta al Argentino B

#### Torneo del Interior 2008
El "globo" comenzó el 2008 jugando el Torneo del Interior, el cual arrancó a mediados de enero. Tras ser pasar la fase de grupos, donde además estuvieron Defensores de La Ribera de Rawson y Jorge Newbery de Comodoro Rivadavia, el equipo se enfrentó a su homónimo de Trelew, dejándolo en el camino 4 a 2 en el global. Luego eliminó a San Lorenzo de Barrio Lindo, Río Negro, a Estrella del Sur de Caleta Olivia, a Centenario de Neuquén y a Independiente de Tandil antes de disputar la final ante Unión de Mar del Plata. Tras perder 4 a 3 en "la feliz", el globo ganó 3 a 0 como local, logrando así ascender de manera directa.

#### Temporadas en el Argentino B
En 2008 juega de nuevo el Argentino B, compartiendo la Zona B con Deportivo Madryn, Independiente de Neuquén, Cruz del Sur de Bariloche, Deportivo Roca y Racing de Trelew. Con una gran actuación, once victorias, ocho empates y cinco derrotas, no solo salvó la categoría, sino que accedió a la segunda fase. En esa segunda instancia, el equipo quedó último del cuadrangular que disputó y dejó de participar.
En el Argentino B 2009/10 el equipo fue primero de zona en el Apertura y después de ganar la segunda fase accedió a la ronda final. En el clausura terminó tercero. En la ronda final se enfrentó a Deportivo Madryn, al cual eliminó 5 a 4 en penales, luego disputó un pentagonal, donde terminó último de grupo y no logró ascender.
En el Argentino B 2010/11 terminó tercero de grupo en la primera fase y con ello dejó de participar instantáneamente. En el Argentino B 2011/12 el equipo llegó a la segunda fase, donde quedó eliminado. El Argentino B 2012/13 tampoco fue bueno para el equipo, que quedó eliminado en la primera instancia.

### Cerca del ascenso y baja del Federal
Para el Argentino B 2013/14 el equipo se preparó de manera tal de ser un candidato, y así fue. Comenzó con una buena primera fase, donde ganó siete partidos, empató cuatro y perdió cuatro. En la segunda instancia, el equipo continuó con los buenos resultados, destacándose victorias 5 a 1 a Alianza en Cutral Có, a Liniers en Bahía Blanca 4 a 0 y también 4 a 2 a Atlético Regina en Río Negro.
A pesar de los buenos resultados, en la tercera fase, la nacional, le tocó el emparejamiento con Altos Hornos Zapla, equipo jujeño. El primer partido fue en el norte del país, donde tras 36 horas de viaje, terminó perdiendo 2 a 0. La revancha, una semana después, y en Comodoro, fue empate a dos y con ello "el globito" quedó fuera de competencia.

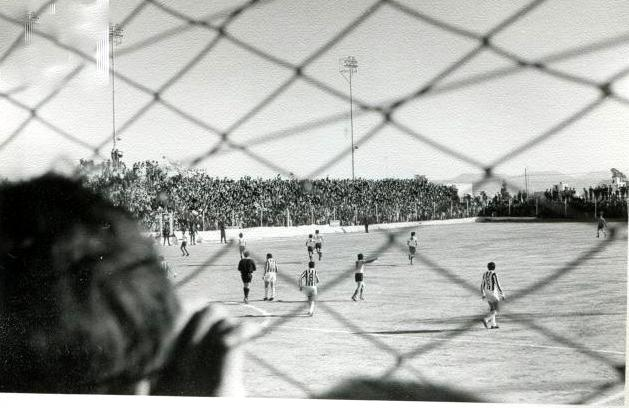
La antigua cancha tuvo que ser demolida y trasladada a las instalaciones del parque industrial.

Tras la decisión de AFA de reestructurar las categorías nacionales, y saldar la deuda que el club tenía con el equipo, se decidió, en vistas a que no se perdería la plaza para el 2015, no participar en el Federal B de transición.

## Estadio
El primer estadio de Huracán fue inaugurado en 1930 en el barrio Pietrobelli, el cual fue demolido en 1980. Con escasos lugar para su expansión, acuciado por diversos problemas económicos sufriendo una demanda del municipio local, se decide desmantelar en noviembre de 1980 sus instalaciones y buscar nuevos horizontes.
El 23 de septiembre de 1990 luego de deambular 10 años actuando como local en diversos escenarios inaugura nuevo estadio en barrio Industrial, pero no tuvo más actividad hasta comienzos del 2004, cuando se realizó el resembrado que no se había podido terminar por problemas económicos.
A mediados de 2007, hasta el día de su reinauguración, su propia hinchada y socios se organizaron para reparar y resembrar el estadio "César Muñoz", nombrado en honor a un dirigente. Se repararon las tribunas, reemplazaron tablones de madera con tablones de cemento, se pudo afirmar el césped y se pintaron todas las instalaciones de la cancha. Finalmente, el 12 de diciembre de 2009 fue el día de la reinauguración. Se pudo disfrutar de partidos amistosos de las categorías inferiores, veteranos, glorias del club, y del equipo profesional enfrentando a la CAI y por último se disfrutó de fuegos artificiales.

## Rivalidades

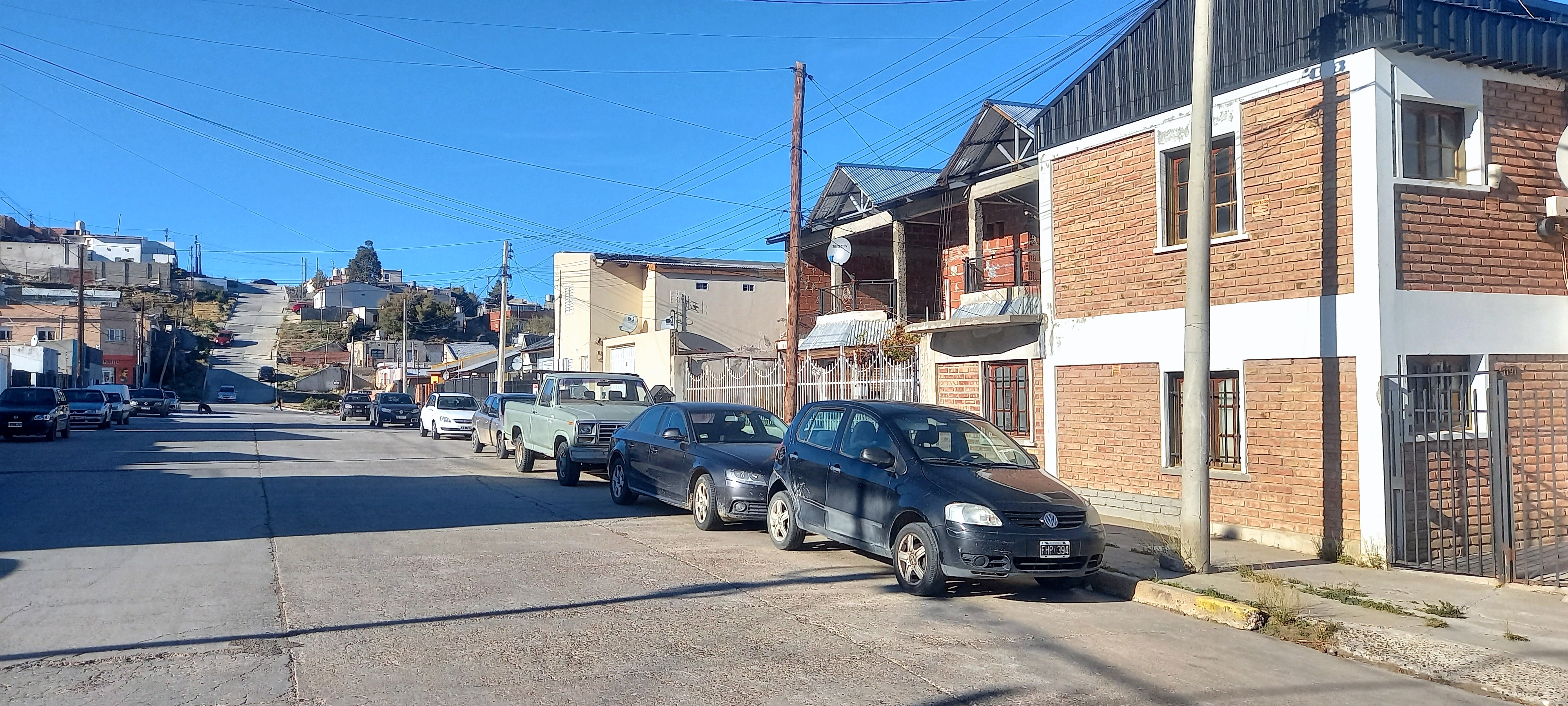
Vista actual del lugar donde estuvo la cancha histórica del club, hoy urbanizada

El Club Huracán de Comodoro Rivadavia protagoniza el "Clásico de Comodoro Rivadavia" frente a su rival de toda la vida Jorge Newbery.
Otras rivalidades son:
La C.A.I
Deportivo Madryn, Germinal, Guillermo Brown a nivel provincial.
Cipolletti, Independiente de Neuquén, Deportivo Roca, Alianza (Cutral-Có) a nivel regional.

## Datos del club
- Temporadas en Primera División:
  - Campeonato Nacional: 3 (1971, 1974 y 1976)
- Temporadas en Segunda División:
  - Torneo Regional: 13 (1971, 1972, 1974, 1975, 1976, 1977, 1978, 1979, 1980, 1981, 1984, 1985, 1985/86)
- Temporadas en Tercera División:
  - Torneo del Interior: 5 (1986/87, 1991/92, 1992/93, 1993/94 y 1994/95)
  - Torneo Argentino A: 1 (2005/06)
- Temporadas en Cuarta División:
  - Torneo Argentino B: 11 (1995/96, 1996/97, 2003/04, 2004/05, 2006/07, 2008/09, 2009/10, 2010/11, 2011/12, 2012/13, 2013/14)
  - Torneo Federal B: 4 (2015, 2016, Complementario 2016, 2017)
  - Torneo Regional Federal: 2 (2019, 2020 -)
- Temporadas en Quinta División:
  - Torneo del Interior: 1 (2008)
- Participaciones en Copa Argentina: 3 (2011/12, 2012/13, 2013/14 y 2016/17)

Resultados Destacados
Nacional 1974
4-0 a Huracán
Nacional 1976
1-0 a Newell's Old Boys

## Plantilla y cuerpo técnico 2023
- Actualizada 19 de abril de 2023

Marcos Funes POR Puente Seco (Paso de los Libres)/Sportivo Barracas 
Jose Alberto Chacon DEF ex CAI
Faustino Bertolotti DEF ex Atl. Juarense
Maximiliano Biassusi, Dalmiro Lukiewicz, Juan Roman Ivanoff, Eduardo Martínez, Ciro Vidal, Facundo Ruiz Diaz DEF Inferiores
Pablo Hernan Salazar MED Toro Club (Cnel. Moldes)/Cipolletti
Carlos Leguizamón MED Cerro Porteño (Par.)/Municipal (Guatemala)
Ariel Castellano, Agustín Herrera, Cristian Reyes, Nicolas Enrique Abregu MED Inferiores
Marcos Javier Rivadeneira MED Racing (Trelew)/CAI
Rodrigo Ledesma DEL Inferiores
Justo Sosa DEL ex Huracán (Goya)
Bajas
Carin Naya Najul a Cipolletti

## Palmarés

### Torneos nacionales
Torneo del Interior 2008.
Ganador Liguilla Complementaria Torneo Argentino B 2004-05.

### Torneos regionales
Campeón Liga de Comodoro Rivadavia: Oficial 1930, Oficial 1932, Apertura Estímulo 1933, AFCR Apertura 1934, Torneo de la Liga 1935, Torneo de la Liga 1936, Oficial 1946, Oficial 1950, Oficial 1954, Oficial 1957, Oficial 1970, Petit Torneo 1971, Clasificatorio 1972, Oficial 1973, Definitorio 1974, Definitorio 1975, Zonal 1976, Definitorio 1976, Definitorio 1977, Oficial 1978, Clasificatorio 1979, Clausura 1979, Clasificatorio 1980, Clasificatorio 1981, Clasificatorio 1983, Clasificatorio 1984, Clasificatorio 1985, Zonal 1985, Oficial 1987, Oficial 1991, Apertura 1992, Apertura 1994, Oficial 1995, Liguilla 1996, Clausura 1997, Zonal 1998, Clausura 2000, Oficial 2007, Oficial 2009, Apertura 2010, Clausura 2010, Inicial 2014, Inicial 2015, Final 2015, Inicial 2016, Final 2018, Inicial 2019.